# محمد میرزایی
محمد میرزایی سیاستمدار ایرانی است. که توانست با کسب اکثریت آرا در  حوزه انتخابیه شاهین‌دژ و تکاب به عنوان نماینده مجلس شورای اسلامی در مجلس دوازدهم شروع به کار کند.
وی با کسب ۱۵هزار و ۹۷۸ رای از مجموع ۷۵هزار و ۷۸۶ رای ماخوذه در انتخابات مجلس شورای اسلامی (۱۴۰۳–۱۴۰۲) به عنوان نماینده مجلس دوازدهم انتخاب شد.